# Nguyễn Tiến Liêu
Nguyễn Tiến Liêu (sinh năm 1938) quê tại Hà Tĩnh, sống tại Khánh Hòa, là nhạc sĩ Việt Nam, được tặng Giải thưởng Nhà nước về Văn học Nghệ thuật năm 2022.

## Tiểu sử
Nguyễn Tiến Liêu (bút danh Nguyễn Minh Thiết, Nguyễn Kỳ Anh, Tiến Liêu Miên) sinh năm 1938 tại huyện Kỳ Anh, Hà Tĩnh, trong một gia đình nho học, có truyền thống yêu nước và cách mạng.
Ông vào bộ đội tình nguyện từ năm 1953, lúc mới 15 tuổi, được biên chế vào Sư đoàn 304, trực tiếp chiến đấu chống Pháp ở mặt trận Trung Lào. Do có năng khiếu âm nhạc, các năm 1956-1958, ông được cử đi học các lớp violoncelle do Tổng cục Chính trị mở, đến năm 1963-1965, ông tiếp tục học tại Trường Âm nhạc Việt Nam, các năm 1977-1981, ông theo học chuyên ngành Âm nhạc tại Trường Đại học Văn hóa Hà Nội.
Nguyễn Tiến Liêu từng công tác ở nhiều đơn vị trong quân đội: Đoàn Văn công Quân khu IV; Đoàn Ca Múa Tổng cục Chính trị; Đoàn Văn công Quân đội Nam Bộ; Đoàn Văn công Bộ Tư lệnh Hải quân; Trợ lý văn hóa, văn nghệ của Học viện Hải quân tại Nha Trang. Công việc chính mà ông đảm nhận là nhạc công chơi đàn violoncelle trong dàn nhạc.
Ông là đảng viên được nhận huy hiệu 55 năm tuổi Đảng. Hiện ông nghỉ hưu tại Nha Trang, Khánh Hòa.

## Sự nghiệp
Sự nghiệp sáng tác của nhạc sĩ Nguyễn Tiến Liêu gắn liền với các chủ đề chính: Đảng, Bác Hồ, người chiến sĩ Quân đội nhân dân Việt Nam.
Con đường sáng tác âm nhạc của ông bắt đầu từ năm 1981, khi ông được cử về làm Trợ lý văn hóa văn nghệ của Học viện Hải quân. Những ca khúc đầu tiên được ông sáng tác để phục vụ việc dàn dựng, biểu diễn của đoàn nghệ thuật Học viện. Đến nay, ông đã có khoảng 500 ca khúc, nhiều bài hát trong số này đã được phát thường xuyên trên Đài Phát thanh và Đài Truyền hình Việt Nam.
Những ca khúc viết về Hồ Chí Minh của Nguyễn Tiến Liêu là những ca khúc có ấn tượng và thành công hơn cả. Một số ca khúc đáng chú ý: "Khi tôi hát về Người", "Nhớ ngày Bác đến thăm", "Hương cau quê Bác", "Trồng cây - trồng người", "Nhớ người thầy xưa", "Rừng cây của Bác", "Người đánh thức ban mai", "Hồi ức về Người"... Một số ca khúc tiêu biểu khác của ông: "Hoa thắm dâng Đảng", "Lá thư gửi từ đảo nhỏ", "Lời ru của cha", "Biển lặng", "Ca khúc Xứ Trầm Hương"... Về khí nhạc ông có: "Khúc ngẫu hứng biển" cho đàn violoncelle và piano.
Nhạc sĩ Nguyễn Tiến Liêu, 
Nguyễn Tiến Liêu không chỉ sáng tác nhạc, ông còn làm thơ và có một số bài được đón nhận, như: "Mưa và nỗi nhớ trung đoàn", "Chiều nay nghe em hát", "Lời ru của cha"... Ông cũng sáng tác hàng ngàn bài thơ châm biếm đã đăng ở nhiều báo khác nhau.
Ông là người đầu tiên của thành phố Nha Trang đến với thơ haiku-Việt, sau đó ông là người gây dựng, sáng lập ra Câu lạc bộ Thơ haiku-Việt Nha Trang. Hiện ông có khoảng trên 200 bài thơ haiku.
Ông đã xuất bản 3 tập ca khúc, gồm: Tôi có một tình yêu (2008, NXB Âm nhạc Việt Nam), Giọt đàn nghiêng (2013, NXB Âm nhạc Việt Nam), Những ca khúc về Đảng và Bác Hồ (2016, NXB Thanh Hoá).
Ông đã được Nhà nước tặng thưởng Huân chương Quân công hạng Ba, Huân chương Kháng chiến hạng Nhất, Huân chương Chiến sĩ vẻ vang hạng Nhất, Nhì, Ba.
Năm 2022, ông được trao tặng Giải thưởng Nhà nước về Văn học Nghệ thuật với các ca khúc: "Khi tôi hát về Người", "Khúc ca đảo gió".

## Tác phẩm chính

### Ca khúc
- "Khi tôi hát về Người",
- "Khúc ca đảo gió"
- "Nhớ ngày Bác đến thăm",
- "Hương cau quê Bác",
- "Trồng cây - trồng người",
- "Nhớ người thầy xưa",
- "Rừng cây của Bác",
- "Người đánh thức ban mai",
- "Hồi ức về Người"
- "Hoa thắm dâng Đảng",
- "Lá thư gửi từ đảo nhỏ",
- "Lời ru của cha",
- "Biển lặng",
- "Ca khúc Xứ Trầm Hương"...

### Khí nhạc:
- "Khúc ngẫu hứng biển" cho đàn violoncelle và piano.

### Tập ca khúc
- Tôi có một tình yêu (2008, NXB Âm nhạc Việt Nam),
- Giọt đàn nghiêng (2013, NXB Âm nhạc Việt Nam),
- Những ca khúc về Đảng và Bác Hồ (2016, NXB Thanh Hoá).

## Vinh danh
- Giải thưởng Nhà nước về Văn học Nghệ thuật (2022)

### Khen thưởng
- Huy hiệu 55 năm tuổi Đảng
- Huân chương Quân công hạng Ba
- Huân chương Kháng chiến hạng Nhất
- Huân chương Chiến sĩ vẻ vang hạng Nhất, Nhì, Ba.

### Giải thưởng âm nhạc
- Giải Ba Hội Nhạc sĩ Việt Nam (năm 1983) cho ca khúc "Khi tôi hát về Người"[2]
- Giải Nhì (không có giải nhất) Cuộc thi sáng tác ca khúc về hình ảnh người chiến sĩ biên phòng do Bộ Tư lệnh Bộ đội Biên phòng và Hội Nhạc sĩ Việt Nam tổ chức, cho ca khúc "Khúc ca đảo gió" (sáng tác năm 2003).[2]
- Giải khuyến khích Hội Nhạc sĩ Việt Nam (năm 2008) cho ca khúc "Lời Người bên sông" (thơ Lê Bá Dương).[8]